# 門脈

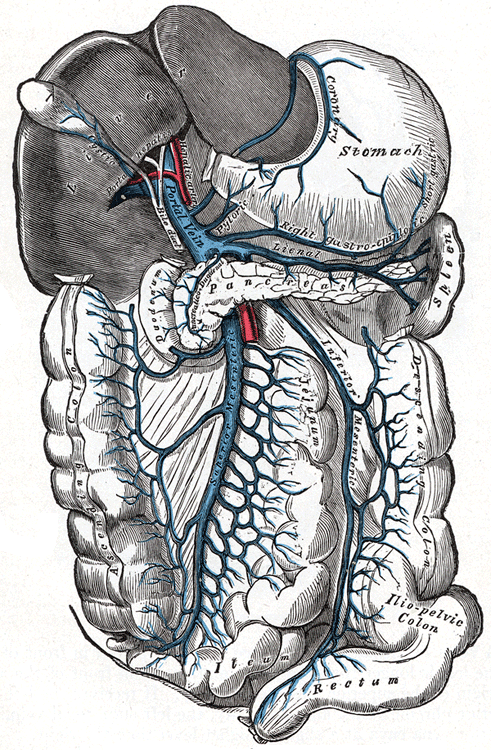
肝門脈

門脈 (もんみゃく、英: portal vein、羅: vena portae）とは、解剖学の概念で、二つの毛細血管網にはさまれた血管を指す。一般には、消化管を流れた血液が集まって肝臓へと注ぎ込む部分の血管、肝門脈（英: hepatic portal vein、HPV）を指すことが多い。

## 解説
ヒトの血管系では通常、心臓→動脈→毛細血管網→静脈→心臓と血液が流れるが、特殊な場合として心臓→動脈→毛細血管網その1→門脈→毛細血管網その2(洞様毛細血管)→静脈→心臓という構成がある。門脈は特に上腸間膜静脈と脾静脈が合流し、肝臓へ向かう部分の血管を指すことが多い。門脈は消化管、膵臓および脾臓からの血液を受け、消化管で吸収された栄養分や解毒すべき成分を含んだ血液を肝臓に運ぶ血管である。
肝臓を通るべき一部の血液が門脈を通らず迂回して静脈系に注ぐ側副路が形成されることもある。肝硬変等によって門脈の血圧が上昇する門脈圧亢進症では、食道静脈瘤、胃静脈瘤、肛門付近の静脈瘤などが出現し、さらに静脈瘤から側副路（シャント）を介して血流が静脈系に繋がることがある。メデューサの頭も側副循環経路のひとつとされる。

## 分類
- 肝門脈
- 下垂体門脈
- 副腎門脈系